# San Nicolas (Ilocos Norte)
San Nicolas is een gemeente in de Filipijnse provincie Ilocos Norte op het eiland Luzon. Bij de laatste census in 2010 telde de gemeente ruim 34 duizend inwoners.

## Geografie

### Bestuurlijke indeling
San Nicolas is onderverdeeld in de volgende 24 barangays:
| - San Agustin - San Baltazar - San Bartolome - San Cayetano - San Eugenio - San Fernando - San Francisco - San Gregorio - San Guillermo - San Ildefonso - San Jose - San Juan Bautista | - San Lorenzo - San Lucas - San Marcos - San Miguel - San Pablo - San Paulo - San Pedro - San Rufino - San Silvestre - Santa Asuncion - Santa Cecilia - Santa Monica |

## Demografie
San Nicolas had bij de census van 2010 een inwoneraantal van 34.237 mensen. Dit waren 595 mensen (1,8%) meer dan bij de vorige census van 2007. Ten opzichte van de census van 2000 was het aantal inwoners gegroeid met 2.549 mensen (8,0%). De gemiddelde jaarlijkse groei in die periode kwam daarmee uit op 0,78%, hetgeen lager was dan het landelijk jaarlijks gemiddelde over deze periode (1,90%).

De bevolkingsdichtheid van San Nicolas was ten tijde van de laatste census, met 34.237 inwoners op 40,18 km², 852,1 mensen per km².